# روب لوكاس
روب لوكاس (بالإنجليزية: Robert Ivan Lucas)‏ هو سياسي أسترالي، ولد في 7 يونيو 1953 في كورشي في اليابان. حزبياً، نشط في حزب أستراليا الليبرالي (فرع جنوب أستراليا) ‏. وقد انتخب وزير مالية جنوب أستراليا ‏ (19 مارس 2018 – ) وفي 1982 South Australian state election ‏، انتخب عضو مجلس جنوب أستراليا التشريعي وقد انضم خلال فترته النيابية ‏ (6 نوفمبر 1982 – )  للكتلة البرلمانية حزب أستراليا الليبرالي (فرع جنوب أستراليا) ‏ وانتخب وزير مالية جنوب أستراليا ‏ (20 أكتوبر 1997 – 5 مارس 2002).